# Simpangan (Cikarang Utara)
Simpangan is een bestuurslaag in het regentschap Bekasi van de provincie West-Java, Indonesië. Simpangan telt 27.420 inwoners (volkstelling 2010).